# The Last Shadow Puppets
The Last Shadow Puppets is een Engelse rockband. De band is een samenwerking tussen Alex Turner, leadzanger van de Arctic Monkeys, en solo-artiest Miles Kane.

## Geschiedenis

### The Age of the Understatement
Het duo ontmoette elkaar in 2005 toen The Rascals in het voorprogramma stonden van de Arctic Monkeys. In 2007, toen de bands weer samen op tournee waren, besloten ze om samen te werken onder de naam The Turner and Kane project. Op aanraden van een vriend werd de naam vervangen door The Last Shadow Puppets. Turner en Kane schreven samen de nummers voor dit project. Daarnaast speelt Kane ook mee op enkele nummers van de Arctic Monkeys.
Het eerste album van het duo, The Age of the Understatement kwam in april 2008 uit. Het album bereikte de eerste plaats in de Britse hitlijst, kwam tot nummer vier in Vlaanderen en nummer twaalf in Nederland. De gelijknamige debuutsingle werd in het Verenigd Koninkrijk een toptienhit. In juli 2008 werd een tweede single, Standing Next To Me, uitgebracht. In oktober 2008 verscheen een derde single met als titel My Mistakes Were Made For You. Het album werd zowel door de pers als het publiek goed ontvangen. Zo won het onder andere de Mojo Award voor best breakthrough artist in 2008.

### Pauze
Na het succes van The Age of the Understatement ging Alex Turner verder met de Arctic Monkeys en Miles Kane concentreerde zich op zijn solocarrière. Miles Kane liet in 2009 aan The Sun weten dat ze nieuw materiaal voor The Last Shadow Puppets gingen schrijven. Alex Turner gaf in maart 2010 aan dat er voorlopig geen nieuw album komt omdat beide muzikanten het te druk hadden met andere projecten.
In 2012 liet Miles Kane weten dat hij van plan is om samen met Alex Turner terug in de studio te gaan om een opvolger van The Age of the Understatement op te nemen, "when the time is right."
In oktober 2015 bevestigde Owen Pallett (die de strijker arrangementen op The Age of the Understatement verzorgde) op Twitter dat de opnames voor een tweede album waren gestart

### Everything You've Come To Expect
Op 3 december 2015 werd er via de officiële Facebook- en YouTube-kanalen van de band een teaser trailer voor het nieuwe album geplaatst.
Op 10 januari 2016 brachten Alex Turner en Miles Kane 'Bad Habits' uit, het eerste nummer van hun nieuwe album genaamd: Everything You've Come To Expect.

## Discografie

### Albums
| Album met eventuele hitnotering(en) in de Nederlandse Album Top 100 | Datum van verschijnen | Datum van binnenkomst | Hoogste positie | Aantal weken | Opmerkingen |
| ------------------------------------------------------------------- | --------------------- | --------------------- | --------------- | ------------ | ----------- |
| The Age of the Understatement                                       | 2008                  | 26-04-2008            | 12              | 25           |             |
| Everything You've Come to Expect                                    | 2016                  | 09-04-2016            | 2               | 9            |             |

| Album met hitnotering(en) in de Vlaamse Ultratop 200 albums | Datum van verschijnen | Datum van binnenkomst | Hoogste positie | Aantal weken | Opmerkingen        |  |
| ----------------------------------------------------------- | --------------------- | --------------------- | --------------- | ------------ | ------------------ |  |
| The Age of the Understatement                               | 2008                  | 26-04-2008            | 4               | 49           |                    |  |
| Everything You've Come to Expect                            | 2016                  | 09-04-2016            | 1(1wk)          | 19*          | Op 1 binnengekomen |  |

### Singles
| Single met eventuele hitnotering(en) in de Nederlandse Top 40 | Datum van verschijnen | Datum van binnenkomst | Hoogste positie | Aantal weken | Opmerkingen                 |
| ------------------------------------------------------------- | --------------------- | --------------------- | --------------- | ------------ | --------------------------- |
| The Age of the Understatement                                 | 2008                  | -                     |                 |              | Nr. 97 in de Single Top 100 |
| My Mistakes Were Made for You                                 | 2008                  | -                     |                 |              | Nr. 75 in de Single Top 100 |

| Single met hitnotering(en) in de Vlaamse Ultratop 50 | Datum van verschijnen | Datum van binnenkomst | Hoogste positie | Aantal weken | Opmerkingen |
| ---------------------------------------------------- | --------------------- | --------------------- | --------------- | ------------ | ----------- |
| The Age of the Understatement                        | 2008                  | 26-04-2008            | tip2            | -            |             |
| Standing Next to Me                                  | 2008                  | 09-08-2008            | tip10           | -            |             |
| My Mistakes Were Made for you                        | 2008                  | 29-11-2008            | tip2            | -            |             |
| Bad Habits                                           | 2016                  | 23-01-2016            | 46              | 1            |             |
| Aviation                                             | 2016                  | 26-03-2016            | tip2            | -            |             |
| Miracle Aligner                                      | 2016                  | 18-06-2016            | tip23           | -            |             |
| Is This What You Wanted                              | 2016                  | 29-10-2016            | tip             | -            |             |
| Les Cactus                                           | 2016                  | 17-12-2016            | tip15           | -            |             |